# TýTý 1995
Vyhlášení výsledků V. ročníku ankety TýTý se konalo 24. února 1996 v Hudebním divadle Karlín a moderoval jej Marek Eben.

## Výsledky
| Kategorie                        | 1. místo         | 2. místo           | 3. místo           |
| -------------------------------- | ---------------- | ------------------ | ------------------ |
| Herečka                          | Jiřina Bohdalová | Jiřina Jirásková   | Ivana Chýlková     |
| Herec                            | Pavel Zedníček   | Viktor Preiss      | Miroslav Donutil   |
| Zpěvačka                         | Lucie Bílá       | Helena Vondráčková | Iveta Bartošová    |
| Zpěvák                           | Karel Gott       | Janek Ledecký      | Daniel Landa       |
| Bavič                            | Jan Rosák        | Pavel Zedníček     | Martin Dejdar      |
| Moderátor zpravodajských pořadů  | Martin Severa    | Jolana Voldánová   | Eva Jurinová       |
| Moderátor publicistických pořadů | Radek John       | Milan Šíma         | Přemek Podlaha     |
| Sportovní komentátor             | Petr Vichnar     | Pavel Poulíček     | Renata Dlouhá      |
| Hlasatel / Hlasatelka            | Saskia Burešová  | Marie Retková      | Anna Wetlinská     |
| Moderátor magazínu               | Přemek Podlaha   | Radek John         | Marek Eben         |
| Pořad roku (z domácí tvorby)     | Kufr             | Na vlastní oči     | Tak neváhej a toč! |
| Absolutní vítěz                  | Radek John       | Karel Gott         | Přemek Podlaha     |